# Cantor

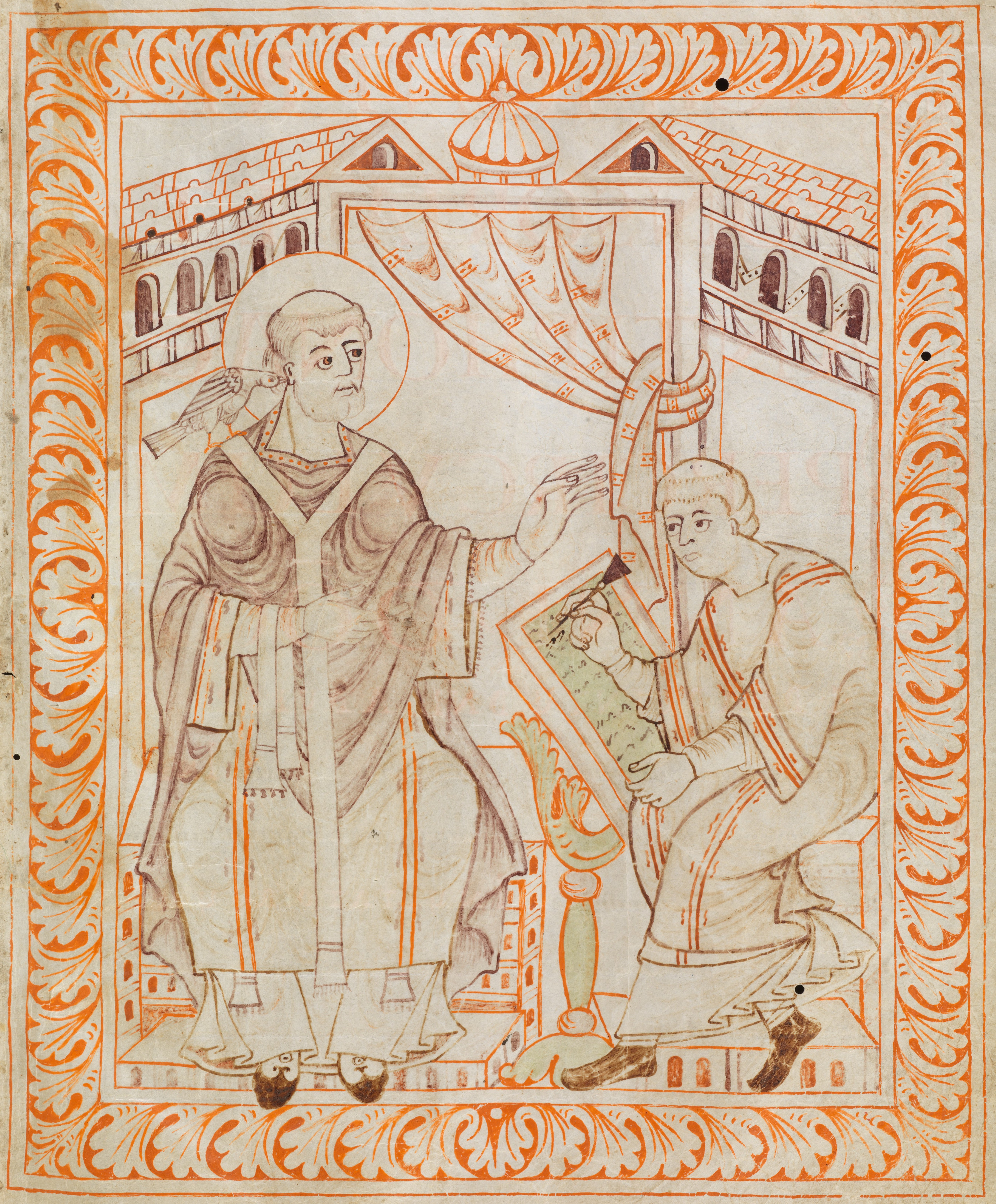
El papa Gregori el Gran i l'Esperit Sant que li dicta el cant gregorià

En l'antiguitat i en l'edat mitjana, el cantor, també conegut com a psalmista, era el terme genèric que designava el cantor de música sagrada o profana (en grec, psaltēs).
A diferència dels lectors, els cantors normalment no eren inclosos entre els ordes clericals menors i, per tant, no obtenien l'ordenació de diaca o prevere. Tanmateix, Isidor de Sevilla (c. 560 - 636) va assignar al cantor un lloc intermedi entre l'ostiari i el lector.
Segons un cànon del IV Concili de Cartago del 419, un sacerdot podia assignar el càrrec de cantor sense el consentiment del bisbe, sempre que li advertís que havia de creure, en el seu cor, en les paraules que cantava («quod ore cantas, corde credas»), frase repetida al pontifical posterior (Pontificale Romanum: De officio psalmistatus). Alguns pontificals francesos prescriuen al bisbe que beneeixi el nou cantor que posi a les seves mans un antifonari, símbol del seu ofici.
Als monestirs i les catedrals l'ofici de cantor va adquirir una importància creixent, fins al punt d'assumir responsabilitats en la supervisió de la litúrgia i la formació de joves cantors.
Els tractats de l'època medieval indicaven amb el terme cantor el cantant que interpretava la melodia, al qual el discantor afegia un contrapunt. Tanmateix, cal dir que els teòrics medievals tendien a descriure el cantor com una figura poc educada sobre el complex coneixement teòric que posseeix, en canvi, el musicus. Un dels exemples més famosos d'això es troba a les Regulae Rhythmicae de Guido, que comença el seu tractat assimilant el cantant a la bèstia: «Musicorum et cantorum magna est distantia: Isti dicunt, illi sciunt, quae componit musica. Nam qui facit, quod non sapit, diffinitur bestia».
A la segona meitat del segle xv, Johannes Tinctoris va definir simplement el cantor: «cantor est qui cantum voce modulatur».
Durant l'edat mitjana, el principal cantor de moltes catedrals angleses era conegut com a precentor i, a l'època contemporània, continua jugant un paper fonamental en els grups corals anglicans.
A l'església luterana la tasca del cantor (Kantor) es combinava tradicionalment amb tasques educatives amb responsabilitats musicals.
A l'Església Catòlica Romana, el Concili Vaticà II va restaurar l'antic paper del cantor com a guia del cant congregacional, però, actualment, la majoria dels que assumeixen aquest paper només tenen una formació musical modesta.